# Juan Manuel Cavallo
Juan Manuel Cavallo Maiztegui (ur. 8 grudnia 1981 w La Para) – argentyński piłkarz występujący najczęściej na pozycji napastnika, obecnie zawodnik meksykańskiej Necaxy.

## Kariera klubowa
Cavallo profesjonalną grę w piłkę rozpoczął w wieku 23 lat w zespole 9 de Julio, grającym w czwartej lidze argentyńskiej – Torneo Argentino B. W późniejszym czasie przeszedł do występującego na tym samym poziomie rozgrywek klubu Sportivo Belgrano, gdzie spędził pół roku. Jesień 2005 spędził w indonezyjskim Persik Kediri, po czym powrócił do ojczyzny, podpisując umowę z czwartoligowym Tiro Federal Morteros. Po sezonie 2005/2006 spadł z tą ekipą do piątej ligi – Torneo Argentino C – jednak już po roku powrócił na czwarty poziom rozgrywek. Ogółem w zespole Tiro Federal spędził 2,5 roku.
Latem 2008 Cavallo przeszedł do beniaminka chilijskiej Primera División – Rangers de Talca. Jego barwy reprezentował przez sześć miesięcy, a dobra forma prezentowana w meczach ligowych zaowocowała transferem do peruwiańskiego Club Cienciano. Tam szybko wywalczył sobie miejsce w podstawowym składzie i w tamtejszej Primera División zadebiutował 15 lutego 2009 w wygranym 2:1 meczu z Melgar. Premierowego gola w lidze peruwiańskiej strzelił za to 26 kwietnia tego samego roku w zremisowanej 1:1 konfrontacji z Juan Aurich. Podczas rocznej gry w drużynie z siedzibą w mieście Cuzco wziął udział w pierwszym międzynarodowym turnieju w karierze – Copa Sudamericana, gdzie doszedł do 1/8 finału.
Wiosną 2010 Cavallo został zawodnikiem meksykańskiego drugoligowca Albinegros de Orizaba. W ekipie prowadzonej przez Cristóbala Ortegę Argentyńczyk z miejsca zaczął pełnić funkcję kluczowego gracza drużyny i jej najlepszego strzelca. Łącznie w 2010 roku zdobył aż 19 goli w 35 ligowych pojedynkach i zwrócił na siebie uwagę kilku mocniejszych klubów. Ostatecznie trafił do San Luis FC, w którego barwach rozegrał pierwszy mecz w meksykańskiej Primera División – 16 stycznia 2011 w wygranym 3:0 spotkaniu z Pueblą. Jedyną bramkę w najwyższej klasie rozgrywkowej zdobył 6 lutego tego samego roku w wygranym 3:2 pojedynku z Tecos UAG. Z San Luis po raz pierwszy w karierze wziął udział w Copa Libertadores, odpadając jednak już w fazie grupowej.
Po półroczu spędzonym w San Luis Cavallo zdecydował się na powrót do Argentyny, przechodząc do Sportivo Desamparados z zaplecza najwyższej klasy rozgrywkowej. Wiosną 2012 powrócił jednak do Meksyku, podpisując kontrakt z drugoligowym Club Necaxa.
| Sezon     | Klub                   | Kraj      | Rozgrywki          | Mecze | Bramki |
| --------- | ---------------------- | --------- | ------------------ | ----- | ------ |
| 2004/2005 | 9 de Julio de Morteros | Argentyna | Torneo Argentino B | ?     | ?      |
| 2004/2005 | Sportivo Belgrano      | Argentyna | Torneo Argentino B | ?     | ?      |
| 2005      | Persik Kediri          | Indonezja | Divisi Utama       | ?     | ?      |
| 2005/2006 | Tiro Federal Morteros  | Argentyna | Torneo Argentino B | ?     | ?      |
| 2006/2007 | Tiro Federal Morteros  | Argentyna | Torneo Argentino C | ?     | ?      |
| 2007/2008 | Tiro Federal Morteros  | Argentyna | Torneo Argentino B | ?     | ?      |
| 2008      | Rangers de Talca       | Chile     | Primera División   | 16    | 3      |
| 2009      | Club Cienciano         | Peru      | Primera División   | 35    | 9      |
| 2009/2010 | Albinegros de Orizaba  | Meksyk    | Liga de Ascenso    | 16    | 9      |
| 2010/2011 | Albinegros de Orizaba  | Meksyk    | Liga de Ascenso    | 20    | 10     |
| 2010/2011 | San Luis FC            | Meksyk    | Primera División   | 18    | 2      |
| 2011/2012 | Sportivo Desamparados  | Argentyna | Primera B Nacional | 16    | 3      |
| 2011/2012 | Club Necaxa            | Meksyk    | Liga de Ascenso    | 11    | 3      |